# Artur Ávila
Pour les articles homonymes, voir Ávila (homonymie).
Artur Ávila Cordeiro de Melo (né le 29 juin 1979 à Rio de Janeiro) est un mathématicien franco-brésilien travaillant principalement dans les domaines des systèmes dynamiques et de la théorie spectrale. En 2014, il est lauréat de la médaille Fields.

## Biographie et distinctions
Artur Ávila grandit à Rio, auprès d'un père assureur et d'une mère fonctionnaire.
À l'âge de 16 ans, Artur Ávila remporte une médaille d'or aux Olympiades internationales de mathématiques de Toronto et obtient une bourse pour étudier à l'Institut national de mathématiques pures et appliquées, où il débute à 19 ans un doctorat en dynamique unidimensionnelle sous la direction de Welington de Melo. Il soutient sa thèse en 2001 et rejoint le Collège de France pour un postdoc de deux ans. En 2003, il est recruté au CNRS après avoir échoué deux fois au concours.
En 2005, Artur Ávila est chargé du cours Peccot au Collège de France, sur le thème Dynamique des cocycles quasi périodiques et spectre de l'opérateur presque-Mathieu. Il reçoit en 2006 la médaille de bronze du CNRS, ainsi que le prix Salem, et est reçu Clay Research Fellow. En 2008, il devient le plus jeune directeur de recherche au CNRS à seulement 29 ans. La même année, il se voit décerner l'un des dix prix de la Société mathématique européenne lors du cinquième Congrès européen de mathématiques, tandis qu'en 2009 lui est remis le Grand Prix Jacques Herbrand de l'Académie des Sciences. Il participe en 2010 au Congrès international des mathématiciens à Hyderabad en tant que conférencier plénier.
Artur Ávila reçoit en 2011 le prix Michael-Brin, avant de remporter en 2012 le Early Career Award de l'International Association of Mathematical Physics et de se voir décerner le 12 août 2014 la médaille Fields, la plus importante distinction en mathématiques.

## Décorations
- 2014 : chevalier de la Légion d'honneur[10]